# Flugplatz Friedersdorf

i7
i11
i13
Der Flugplatz Friedersdorf ist ein ehemaliger Sonderlandeplatz im Ortsteil Friedersdorf der Gemeinde Heidesee im Land Brandenburg. Am Standort war der Segelflugverein Luftsportclub Interflug Berlin e. V. ansässig.
Der Flugplatz befand sich etwa 30 km südöstlich von Berlin, 15 km östlich von Königs Wusterhausen.
Auf dem Flugplatz Friedersdorf wurde ausschließlich Segelflug betrieben. Die Nutzung erfolgte nur nach Genehmigung durch den Flugplatzhalter (Prior Permission Required).

## Geschichte
Der 1941 als Fliegerhorst der Luftwaffe der Wehrmacht eröffnete Flugplatz beherbergte anfangs einmotorige Schulflugzeuge des Fliegerausbildungsregiments 11, die spätere Flugzeugführerschule A/B 11. Von Dezember 1944 bis März 1945 war hier mit der Nahaufklärungsstaffel 11 auch eine reguläre Einheit stationiert.
Zeitweise wurde auf dem Flugplatz Friedersdorf Fallschirmsprung und Agrarflug betrieben. Von 1961 bis 2023 wurde Segelflug betrieben.
Der Flugplatz wurde am 22. Dezember 2023 per NOTAM permanent geschlossen. Die Genehmigung des Flugplatzes wurde am 20. Februar 2024 widerrufen.

## Anbindung
Der Flugplatz war erreichbar über die Bundesautobahn 12 (Ausfahrt Friedersdorf), die Straße L 39 und L 40, sowie mit der Bahn vom Bahnhof Friedersdorf, welcher sich etwa 400 m westlich vom Platz befindet (RB 36: Königs Wusterhausen – Beeskow – Frankfurt (Oder)).

## Zwischenfälle
Am 5. Juni 2021 stürzte ein Segelflugzeug vom Typ PZL Bielsko SZD-50-3 „Puchacz“ kurz nach dem Windenstart aus 45 m Höhe ab. Das Segelflugzeug wurde dabei zerstört, die beiden Insassen überlebten schwer verletzt.